# Geisslerova cijev
Geisslerova cijev je staklena cijev s utaljenim elektrodama, u kojima se pod sniženim tlakom nalazi neki plin (na primjer neon ili helij) ili smjesa plinova. Nazvane su prema njemačkom staklopuhaču Heinrichu Geissleru (1814. – 1879), koji ih je izrađivao po narudžbi njemačkoga fizičara Juliusa Plückera (zato su se katkad nazivale i Plückerovim cijevima). Pri visokom naponu nastaje između elektroda u cijevi električno izbijanje, a zbog ionizacije plina nastaju i svjetlosne pojave. Cijevi namijenjene istraživanju svjetlosnoga spektra u sredini su stanjene u kapilaru. Od Geisslerovih cijevi razvile su se svijetleće cijevi, koje služe za rasvjetu i danas se, oblikovane u slova, znakove ili likove, vrlo mnogo upotrebljavaju za izradbu svijetlećih natpisa, reklama i slično. Boja svjetlosti ovisi o vrsti i tlaku plina u cijevi te o vrsti i boji stakla, a postiže se i dodatkom para nekih metala, pa tako cijevi punjene neonom svijetle crveno, one punjene argonom i živinim parama plavo, a natrijevim parama žuto itd.

## Julius Plücker
Julius Plücker (Elberfeld, 16. kolovoza 1801. – Bonn, 22. svibnja 1868.), njemački matematičar i fizičar. Sveučilišni profesor u Bonnu (1828.), Berlinu (1832.) i Halleu (1834.). U svojim djelima Sistem analitičke geometrije (njem. System der analytischen Geometrie, 1835,) i Nova geometrija prostora (njem. Neue Geometrie des Raumes, I–II, 1869.) uveo je u geometriju homogene i pravčaste koordinate (Plückerove koordinate). Začetnik je promatranja prostora ne samo kao skupa točaka nego i kao skupa pravaca, odnosno skupa ravnina. Došao je do značajnih rezultata u teoriji algebarskih krivulja (Plückerove formule). U fizici su značajna njegova istraživanja električnog izboja u plinovima i katodnog zračenja.

## Električni izboj
Električni izboj je prolazak električnoga naboja kroz plinove u električnom polju pri kojem zbog sudara među česticama dolazi do određenih (svjetlosnih, akustičkih, toplinskih) popratnih pojava. Plinovi su izvrsni izolatori na temperaturama nižim od 1000 K (727 °C) pa će električna struja poteći tek ako se zbog nekoga vanjskog utjecaja (na primjer zračenja) u njima pojave slobodni nosioci električnoga naboja (elektroni, ioni). Svojstva električnih izboja ovise o uvjetima u kojima je došlo do izboja (na primjer električnom naponu električnog polja, tlaku, temperaturi i vrsti plina). Uvjeti nastanka i svojstva električnih izboja proučavaju se prilikom osmišljavanja gradnje rasvjetnih tijela i izrade visokonaponske električne opreme. Pojave vezane za električni izboj su električni luk,vatra svetog Ilije ili Elmova vatra, ionizacija; korona; munja.

### Katodno zračenje
Katodno zračenje je naziv za struju elektrona koji u cijevima s plinskim izbojem ili u elektronskim cijevima struje od katode prema anodi. Danas je naziv katodno zračenje proširen na svako odašiljanje elektrona iz katode. Rabi se u nekim vrstama elektronskih cijevi, za dobivanje rendgenskoga zračenja i drugo (na primjer katodna cijev).